# Un dimanche à Kigali
Pour plus de détails, voir Fiche technique et Distribution.
Un dimanche à Kigali est un film de Robert Favreau produit en 2006. Le film est l’adaptation à l’écran du roman Un dimanche à la piscine à Kigali du journaliste et écrivain québécois Gil Courtemanche.

## Synopsis
L’action se déroule à Kigali au Rwanda au printemps 1994. Le journaliste québécois Bernard Valcourt qui réalise un reportage sur le Sida, assiste aux tensions croissantes entre les communautés Hutus et Tutsis. Logé à l’Hôtel des Mille Collines, il s’éprend de Gentille qui y travaille comme serveuse. Débutant après le début du génocide et leur séparation, le récit amène le spectateur à suivre la quête de Valcourt pour retrouver Gentille. Sous forme de retours en arrière, on découvre leur histoire. Valcourt cherchait des moyens de la sauver du génocide. Il n’a pas pu épouser Gentille de façon qu’elle bénéficie de la protection diplomatique. De son côté, Gentille voyait lucidement la situation à laquelle elle ne cherchait pas à se soustraire. Avant de devoir quitter le pays, Valcourt la cherche chez leurs amis communs, dans sa famille et dans différents lieux dévastés. Après avoir été bloqué plusieurs mois à la frontière, il revient à Kigali pour continuer de rechercher Gentille et découvrir ce que son amour est devenue dans la tourmente du Rwanda.
Gentille vit à la campagne dans la maison incendiée de ses parents. Elle est physiquement et mentalement marquée par les événements et souhaite la mort. Les larmes aux yeux, Bernard l'étouffe avec un oreiller.

## Fiche technique
- Réalisation : Robert Favreau
- Production : Lise Lafontaine et Michel Mosca
- Scénario : Robert Favreau d'après le roman Un dimanche à la piscine de Kigali de Gil Courtemanche
- Photographie : Pierre Mignot
- Montage : Hélène Girard
- Musique : Jorane

## Distribution
- Luc Picard : Bernard Valcourt
- Fatou N'Diaye : Gentille
- Jean-Chris Banange : Odeste
- Vincent Bilodeau : Père Cardinal
- Céline Bonnier : Élise
- Geneviève Brouillette : Consule
- Amélie Chérubin Soulières : Mathilde
- Jean de la Paix Hategekimana : Cousin de Cyprien
- Francis De Moor :(Gérant de l'hôtel des Mille Collines)
- Johanna Ingabiré : Désirée
- Alice Isimbi
- Fayolle Jean : Jean Victor
- Eric Kabanda : Cyprien
- Maka Kotto : Manu
- Louise Laparé : Épouse de Manu
- Alexis Martin : Lamarre
- Luck Mervil : Raphaël
- Mireille Métellus
- Aline Muhora : Georgina
- Jean Mutsari : Jean Damascène
- Natacha Muziramakenga : Emerita
- Léonce Ngabo : Maurice
- Diane Nyiraparasi : Berthe
- Luc Proulx : Père Louis
- Guy Thauvette : Général Roméo Dallaire
- Valentin Utaruhijimana : Célestin
- Erwin Weche : Beaupré